# Ommegang (Congo)

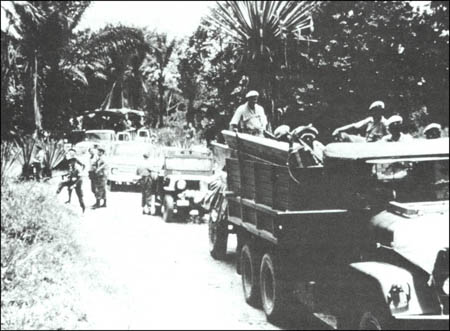
L'Ommegang en route vers Stanleyvile.

En 1964, la ville de Stanleyville est occupée par les guerriers Simbas qui prennent la population en otage. Stanleyville est reprise au cours de l'opération Dragon rouge menée par le 1er régiment para-commando de l'armée belge.
Parallèlement à cette opération aérienne, le général Édouard Henniquiau avait rassemblé une longue colonne de sauvetage hétéroclite, composée de troupes terrestres motorisées destinées à reprendre Stanleyville et d'apporter du renfort aux troupes aéroportées, et à laquelle le colonel Frédéric Vandewalle avait donné le nom d'Ommegang par allusion à la célèbre procession bruxelloise; cette colonne après avoir traversé 1 500 km de brousse, parviendra à Stanleyville le 24 novembre 1964.